# جورج لويد (قسيس)
جورج لويد هو قسيس كندي، ولد في 6 يناير 1861 في لندن في المملكة المتحدة، وتوفي في 8 ديسمبر 1940 في فيكتوريا في كندا.